# ویلیام آمارال دی آندراده

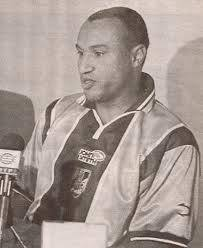
ویلیام آمارال دی آندراده

ویلیام آمارال دی آندراده (به پرتغالی: William Amaral de Andrade) مدافع اهل برزیل است که در شهر ریودو ژانیرو و در تاریخ ۲۷ دسامبر ۱۹۶۷ به دنیا آمده‌است.
ویلیام آمارال دی آندراده در تیم‌های فوتبال Botafogo سابقهٔ حضور دارد.